# Dennis Diekmeier
Dennis Diekmeier (20 d'octubre de 1989 en Thedinghausen, Baixa Saxònia) és un exfutbolista alemany que jugava de lateral dret. Actualment fa d'entrenador de futbol.